# Tosarån
Tosarån är ett källflöde till Nianån i Hälsingland. T. rinner upp i gränstrakterna mellan Hudiksvalls kommun och Bollnäs kommun och bildar på slutet kommungräns dem emellan. Den bildas genom sammanflödet av Burgasbäcken från väster och Nissamyrbäcken från öster och rinner därefter i stort sett rakt söderut genom den sanka Tosarårönningen till mynningen i sjön Lill-Nien, nära Tosarbo.
Åns totala längd, inklusive källflöden, är knappt 10 km, varav inte mer än hälften (4 km) utgörs av den egentliga Tosarån. Största biflödet är Ingeltjärnsbäcken från höger. De sista 200 m före mynningen är ån kraftigt meandrande.